# Slatina (kraj morawsko-śląski)
Slatina (niem. Schlatten) – gmina w Czechach, w powiecie Nowy Jiczyn, w kraju morawsko-śląskim. Według danych z dnia 1 stycznia 2012 liczyła 740 mieszkańców.
Dzieli się na dwie części:
- Nový Svět
- Slatina

Zobacz też:
- Slatina